# Мучоли, Арбнор
Арбнор Фатмир Мучолли (алб. Arbnor Fatmir Muçolli; род. 15 сентября 1999, Фредерисия, Вайле) — албанский и датский футболист, полузащитник шведского «Гётеборга».

## Клубная карьера
Начал заниматься футболом во «Фредерисии» в пятилетнем возрасте. Затем перешёл в академию «Вайле», где выступал за различные юношеские команды. За основной состав дебютировал 17 ноября 2016 года в игре первого дивизиона против «Нестведа», появившись на поле в стартовом составе вместе с братом. В следующем сезоне вместе с «Вайле» стал победителем дивизиона и вышел в датскую Суперлигу. 13 июля 2018 года Мучоли дебютировал в чемпионате Дании в домашнем поединке с «Хобро». По итогам сезона 2019/2020 клуб во второй раз выиграл первый дивизион, а сам полузащитник был признан лучшим футболистом в команде. В общей сложности за семь сезонов, проведённых в «Вайле», сыграл в 160 матчах в различных турнирах и забил 24 мяча.
6 июля 2023 года перешёл в шведский «Гётеборг», с которым подписал контракт, рассчитанный на три с половиной года. Через четыре дня дебютировал за клуб в чемпионате Швеции в игре с «Варбергом», выйдя после перерыва вместо Маркуса Берга.

## Личная жизнь
Старший брат, Агон, также профессиональный футболист. Родители родом из Подуево, откуда из-за войны переехали в Данию в 1998 году.

## Достижения
Вайле
- Победитель Первого дивизиона (3): 2017/18, 2019/20, 2022/23

## Клубная статистика
| Выступление      | Выступление      | Выступление      | Лига | Лига | Кубки | Кубки | Конт. кубки | Конт. кубки | Разное | Разное | Итого | Итого |
| Клуб             | Лига             | Сезон            | Игры | Голы | Игры  | Голы  | Игры        | Голы        | Игры   | Голы   | Игры  | Голы  |
| ---------------- | ---------------- | ---------------- | ---- | ---- | ----- | ----- | ----------- | ----------- | ------ | ------ | ----- | ----- |
| Вайле            | 1-й дивизион     | 2016/17          | 3    | 0    | 0     | 0     | 0           | 0           | 0      | 0      | 3     | 0     |
| Вайле            | 1-й дивизион     | 2017/18          | 15   | 0    | 0     | 0     | 0           | 0           | 0      | 0      | 15    | 0     |
| Вайле            | Суперлига        | 2018/19          | 25   | 1    | 1     | 0     | 0           | 0           | 1      | 0      | 27    | 1     |
| Вайле            | 1-й дивизион     | 2019/20          | 26   | 7    | 0     | 0     | 0           | 0           | 0      | 0      | 26    | 7     |
| Вайле            | Суперлига        | 2020/21          | 26   | 4    | 2     | 0     | 0           | 0           | 0      | 0      | 28    | 4     |
| Вайле            | Суперлига        | 2021/22          | 26   | 5    | 5     | 0     | 0           | 0           | 0      | 0      | 31    | 5     |
| Вайле            | 1-й дивизион     | 2022/23          | 28   | 7    | 2     | 0     | 0           | 0           | 0      | 0      | 30    | 7     |
| Вайле            | Итого            | Итого            | 149  | 24   | 10    | 0     | 0           | 0           | 1      | 0      | 160   | 24    |
| Гётеборг         | Алльсвенскан     | 2023             | 1    | 0    | 0     | 0     | 0           | 0           | 0      | 0      | 1     | 0     |
| Гётеборг         | Итого            | Итого            | 1    | 0    | 0     | 0     | 0           | 0           | 0      | 0      | 1     | 0     |
| Всего за карьеру | Всего за карьеру | Всего за карьеру | 150  | 24   | 10    | 0     | 0           | 0           | 1      | 0      | 161   | 24    |

## Статистика в сборной
| Матчи и голы Арбнора Мучоли за национальную сборную Албании | Матчи и голы Арбнора Мучоли за национальную сборную Албании | Матчи и голы Арбнора Мучоли за национальную сборную Албании | Матчи и голы Арбнора Мучоли за национальную сборную Албании | Матчи и голы Арбнора Мучоли за национальную сборную Албании | Матчи и голы Арбнора Мучоли за национальную сборную Албании |
| №                                                           | Дата                                                        | Оппонент                                                    | Счёт                                                        | Голы                                                        | Соревнование                                                |
| ----------------------------------------------------------- | ----------------------------------------------------------- | ----------------------------------------------------------- | ----------------------------------------------------------- | ----------------------------------------------------------- | ----------------------------------------------------------- |
| 1                                                           | 13 июня 2022                                                | Эстония                                                     | 0:0                                                         | 0                                                           | Товарищеский матч                                           |
| 2                                                           | 26 октября 2022                                             | Саудовская Аравия                                           | 1:1                                                         | 0                                                           | Товарищеский матч                                           |
| 3                                                           | 19 ноября 2022                                              | Армения                                                     | 2:0                                                         | 0                                                           | Товарищеский матч                                           |

Итого:3 матча и 0 голов; 1 победа, 2 ничьи, 0 поражений.